# Fernandocrambus fundus
Fernandocrambus fundus là một loài bướm đêm trong họ Crambidae.